# ホアビン市
ホアビン市（ベトナム語：Thành phố Hoà Bình / 城庯和平  発音）はベトナムの西北地方のホアビン省の省都である。首都ハノイから82km離れており、市内中心部を沱江が流れる。面積は348.65km2、人口は135,718人（2018年）である。

## 行政区画
以下の10坊9社から構成される。
- ザンチュー坊（Dân Chủ / 民主）
- ドンティエン坊（Đồng Tiến / 同進）
- ヒューギー坊（Hữu Nghị / 友誼）
- キーソン坊（Kỳ Sơn / 奇山）
- フオンラム坊（Phương Lâm / 芳林）
- タンホア坊（Tân Hòa / 新和）
- タンティン坊（Tân Thịnh / 新盛）
- タイビン坊（Thái Bình / 太平）
- ティンラン坊（Thịnh Lang / 盛欄）
- トンニャット坊（Thống Nhất / 統一）
- ドクラップ社（Độc Lập / 獨立）
- ホアビン社（Hòa Bình / 和平）
- ホプタイン社（Hợp Thành / 合城）
- モンホア社（Mông Hóa / 蒙化）
- クアンティエン社（Quang Tiến / 光進）
- スーゴイ社（Sủ Ngòi / 數外）
- タインミン社（Thịnh Minh / 盛明）
- チュンミン社（Trung Minh / 中明）
- イエンモン社（Yên Mông / 燕蒙）